# Ceuthomantis aracamuni
Espèce
Synonymes
- Eleutherodactylus aracamuni Barrio-Amorós & Molina, 2006
- Pristimantis aracamuni (Barrio-Amorós & Molina, 2006)

Statut de conservation UICN

 VU D2 : Vulnérable
Ceuthomantis aracamuni est une espèce d'amphibiens de la famille des Craugastoridae.

## Répartition
Cette espèce est endémique de l'État d'Amazonas au Venezuela. Elle se rencontre vers 1 490 m d'altitude sur le Cerro Aracamuni.

## Description
Le mâle holotype mesure 18,2 mm.

## Étymologie
Son nom d'espèce lui a été donné en référence au lieu de sa découverte, le Cerro Aracamuni.

## Publication originale
- Barrio-Amorós & Molina, 2006 : A new Eleutherodactylus (Anura, Brachycephalidae) from the Venezuelan Guayana, and redescription of Eleutherodactylus vilarsi (Melin). Zootaxa, no 1302, p. 1-20 (texte intégral).